# Stadio comunale (Bellinzona)
Lo stadio comunale è un impianto sportivo multifunzione svizzero di Bellinzona, capoluogo del Canton Ticino.
È adibito essenzialmente alla pratica del calcio (ospitando le partite casalinghe del Bellinzona, maggior club cittadino) e dell'atletica leggera (a beneficio della società sportive basate in città).

## Storia
Negli anni attorno alla seconda guerra mondiale l'accresciuta popolarità del gioco del calcio a Bellinzona rese progressivamente inadeguato il campo sportivo di via Stefano Franscini, aperto il 15 novembre 1931 nel quartiere meridionale della città e ormai incapace di accogliere il volume di pubblico che regolarmente si assiepava alle partite della squadra locale.
Preso atto della situazione, già nel 1938 l'AC Bellinzona incaricò il geometra Renato Solari di formulare un progetto di massima per la costruzione di un nuovo campo polisportivo, di cui potessero beneficiale anche le società sportive extracalcistiche. Le vicissitudini belliche, sebbene la Svizzera non ne fosse direttamente interessata, rallentarono tuttavia l'iter: solo il 27 dicembre 1945, a guerra conclusa, le autorità comunali formalizzarono la cessione dei terreni necessari per la costruzione di un nuovo impianto sportivo a ridosso del centro città.
Il progetto iniziale preventivava una spesa di 400 000 CHF per la costruzione di uno stadio con una capienza totale di 15 000 persone, delle quali 1 000 in una tribuna coperta. In data 29 marzo 1946 l'idea passò al vaglio del consiglio comunale di Bellinzona, che l'accettò con 38 voti a favore e uno solo contrario.
I lavori di costruzione cominciarono a stretto giro: il 23 aprile seguente vennero avviati gli scavi delle fondamenta e nel giro di poco più di 30 giorni l'arena venne ultimata. Ne risultò uno stadio capace di circa 20 000, per un costo totale di 550 000 CHF; l'inaugurazione si celebrò il 25 maggio 1946 alla presenza delle autorità cittadine e dei maggiori rappresentanti dell'AC Bellinzona.
Il 1º dicembre 1946 vi si disputò la prima partita: un'amichevole tra Bellinzona e Grasshoppers, vinta dai granata per 3-0. La prima partita ufficiale venne giocata il 27 maggio 1947, ove il Bellinzona venne però sconfitta per 4-1 dal FC Grenchen.
Il 24 maggio 1950, con la gara amichevole tra Bellinzona e Milan (0-0), disputata davanti a 6000 spettatori, venne inaugurato il primo impianto di illuminazione (in seguito nel 2003 verrà sostituito da un impianto più moderno). 
Col passare dei decenni il progressivo irrigidimento delle normative in materia di sicurezza e agibilità obbligò a contingentare e decurtare progressivamente la capienza dello stadio, che venne via via stabilizzata a 5000 unità.

### Il terzo millennio
Con l'avvento del III millennio il Bellinzona riuscì a risalire nel massimo campionato elvetico e successivamente a qualificarsi alla Coppa UEFA: ciò fece emergere l'inadeguatezza del vetusto stadio alle esigenze del calcio professionistico: l'omologazione per le gare interne di campionato venne concessa in deroga, mentre non fu possibile fare altrettanto per la coppa europea (col Bellinzona obbligato a giocare le gare interne a Lugano o a Basilea). Preso atto di ciò, delle difficoltà insite in una ristrutturazione dell'arena esistente, nonché del fatto che le partite registravano richieste di biglietti regolarmente superiori alla disponibilità, la società granata, le autorità cittadine e cantonali iniziarono a discutere dell'opportunità di costruire un nuovo stadio unicamente calcistico, onde permettere la disputa in città di incontri validi per Europa League e Super League. 

Il progetto del Daiticino Stadium

Tale obiettivo venne indicato come prioritario dal presidente Gabriele Giulini, che il 24 giugno 2009 sottoscrisse una dichiarazione d'intenti con l'agenzia immobiliare HRS Real Estate SA, gli architetti Gian Carlo e Mauro Galfetti, il patriziato di Carasso ed il municipio di Bellinzona, volta a porre le basi per l'avvio del progetto di uno stadio multifunzionale, capace di dieci o dodicimila spettatori, denominato informalmente BellArena.
L'insorgenza di problemi pianificatori in sede cantonale (legata in particolare alla necessità di dotare un simile impianto di opportune arterie stradali) fece tuttavia arenare l'iter: nel marzo 2010 lo stesso Giulini rilanciò il progetto ipotizzando di ricavare lo stadio nel contesto di un centro commerciale, da edificarsi sull'area ex-industriale del borgo di Castione, a nord di Bellinzona.
Nel novembre 2012 il Consiglio comunale di Arbedo-Castione avallò a grande maggioranza la modifica al piano regolatore volta a permettere l'edificazione di siffatto impianto polifunzionale, designato dall'appellativo Daiticino Stadium. Il successivo fallimento del Bellinzona, costretto a ripartire dalle leghe regionali, impose però una drastica battuta d'arresto all'obiettivo "nuovo stadio", sicché il Comunale continuò ad essere utilizzato.

### I lavori di rinnovo del 2008 e 2019
Nell'estate del 2008 il municipio di Bellinzona ha concesso un credito urgente di 1,65 milioni di franchi per adeguare lo stadio cittadino agli standard minimi di Challenge League: si trattò segnatamente di interventi riguardanti le recinzioni, le uscite, le nuove casse, i servizi igienici e altre opere minori. Parte di questo importo (250'000 franchi) è stato destinato a rendere il Comunale temporaneamente agibile per le partite di Super League (costruzione di un nuovo settore ospiti). I costi finali dell'opera corrispondono a 2,1 milioni di franchi (circa 400 000 CHF in più rispetto al credito iniziale).
Il 7 gennaio 2019 sono iniziati i lavori di rinnovo dello Stadio Comunale e si sono conclusi all'inizio del 2020, per un costo complessivo di 4,5 milioni di franchi (di cui 1,4 milioni per il rifacimento del Campo B).
I lavori consistevano principalmente nel rifacimento della pista di atletica, l’adeguamento del campo principale, il rifacimento degli spalti est e del campo B in erba sintetica. Inoltre è stata rinnovata l'entrata per gli spalti, installato il nuovo tabellone LED e le panchine per le squadre sono state sostituite.
In futuro la Città disporrà così di un impianto per la pratica delle discipline atletiche che permetterà di organizzare manifestazioni quali i campionati svizzeri assoluti oppure il Galà dei Castelli, rispondendo ai necessari criteri di omologazione.

## Struttura
Lo stadio è situato nella zona centrale della città, più precisamente nel comparto sportivo "Stadio Comunale", comprendente anche una palestra, uno skatepark, due campi da calcio (di cui uno sintetico) e un campo da basket.
L'impianto presenta una struttura a pianta ellittica: il campo da calcio (in erba naturale, che misura 105x68 m) è separato dagli spalti e dalla pista di atletica leggera. Dagli anni novanta fino al 2019 era presente una recinzione metallica che separava gli spalti dalla pista di atletica, con le nuove norme della federazione svizzera di calcio è stato possibile eliminarla.
Il pubblico prende posto in cinque settori indipendenti:
- Tribuna principale (600 posti): costruita nel 1946 a nord del terreno di gioco, è interamente coperta ed era originariamente l'unico spalto stabile dell'impianto. Ospita al suo interno i locali tecnici dello stadio (8 spogliatoi, sala stampa, locale antidoping) e la buvette, la quale è stata completamente rinnovata nel 2016.

- Tribuna Giubiasco (3000 posti): costruita sul finire degli anni ottanta a sud del campo, anche nota come "Gradinata Sud" è il settore più capiente di tutto l'impianto e ospita i gruppi della tifoseria organizzata bellinzonese. Questo settore scoperto possiede due accessi, uno dal lato piscine (costruito nel 2008 assieme ai servizi igienici) e uno dal piazzale Ex-Stallone (costruito nel 2008 e in seguito rinnovato nel 2019). Inoltre nel 2016 è stata completamente rinnovata la buvette situata al centro.

- Settore Laterale-Est (450 posti): settore scoperto situato a lato est del campo (lato Daro), è stato costruito nel 2019 per permettere una miglior visione delle gare di atletica. In questa zona è presente il nuovo tabellone LED, anche esso posato nel 2019 durante i lavori di ristrutturazione.

- Settore Ospiti (500 posti): settore scoperto situato a ovest del campo, è stato realizzato nel 2008 ed è dedicato alle tifoserie ospiti.

- Settore Laterale-Ovest (450 posti): settore scoperto non cementificato situato tra il settore ospiti e la tribuna, questo settore viene aperto solamente durante le partite con folto pubblico.

L'illuminazione del terreno di gioco è garantita da quattro torri faro angolari.

## Partite della Nazionale maschile svizzera ospitate a Bellinzona
| Arbitro: | Paolo Casarin |

|                          |           |                                 |
| Július Bielik 11’ (aut.) | Marcatori | 75’ Luboš Kubík 80’ Luboš Kubík |

## Partite della Nazionale femminile svizzera ospitate a Bellinzona
| Bellinzona 18 ottobre 1980, ore 18:15                                                | Svizzera  | 2 – 1 referto           | Italia | Stadio comunale di Bellinzona (600 spett.) |
| \| \| \| \| \| Krummenacher 7’ Juffer 14’ \| Marcatori \| 66’ Elisabetta Vignotto \| |           |                         |        |                                            |
|                                                                                      |           |                         |        |                                            |
| Krummenacher 7’ Juffer 14’                                                           | Marcatori | 66’ Elisabetta Vignotto |        |                                            |

| Arbitro: | Esther Staubli |

|                                      |           |                                                    |
| Vanessa Bürki 21’ Flavia Schwarz 60’ | Marcatori | 42’ Lene Jensen 62’ Eggers Nielsen 74’ Maiken Pape |